# Lac de Borkovac
Le lac de Borkovac (en serbe cyrillique : Борковачко језеро ; en serbe latin : Borkovаčko jezero) est un lac de barrage situé en Serbie, dans la municipalité de Ruma et dans la province autonome de Voïvodine.

## Présentation
Le lac est situé à 3 kilomètres au nord de Ruma. Il a été créé en 1970 et s'étend sur 42 hectares ; il s'allonge sur 2,5 km de long et mesure environ 300 m dans le sens de la largeur ; en été la température de l'eau peut s'élever jusqu'à 29 °C.

## Activités
Le constitue une zone de pêche sportive ; on y trouve notamment des carpes et des perches. Le complexe Akva kamp est construit à proximité ; il met à la disposition des touristes un bateau pour la pêche, avec quelques commodités pour l'hébergement. L'ensemble est la propriété de la Fédération de pêche de Voïvodine.